# زياد الغامدي
زياد الغامدي، هو لاعب كرة قدم سعودي يلعب حالياً لنادي بريبرام التشيكي كمدافع.

## مسيرة اللاعب
بدأ في نادي الوحدة و شارك في برنامج الابتعاث السعودي لكرة القدم و في مارس 2022 وقع عقد احترافي مع نادي بريبرام التشيكي.